# Pier Fausto Bagatti Valsecchi
Pier Fausto Bagatti Valsecchi (Milano, 1886 – Milano, 1914) è stato un architetto e storico dell'architettura italiano.

## Biografia
Pier Fausto Bagatti Valsecchi studia con Tomaso Buzzi, Cesare Fratino e Piero Portaluppi, laureandosi in Architettura al Regio Istituto Tecnico Superiore (poi Politecnico) di Milano nel 1910. L'elevato livello culturale dell'ambiente familiare, la plausibile frequentazione dello studio del padre Giuseppe e dello zio Fausto - "architetti dilettanti" - e la conoscenza dell'opera del nonno Pietro, raffinato miniaturista, lo stimolano ad approfondire le tematiche progettuali e i metodi di rappresentazione del disegno tecnico e figurativo. Le sue spiccate capacità si riscontrano nei progetti stesi nei quattro anni della sua breve carriera professionale: dai disegni a matita di una villa, al progetto della Cascina Lodovica dei Borromeo ad Oreno (Milano), al progetto di ampliamento del Villino dell'Aurora a Roma (gennaio 1914) completo di splendide vedute acquerellate. Si documenta o partecipa ad alcuni concorsi producendo disegni in uno stile liberty sobrio e raffinato: per la progettazione del Palazzo di Giustizia a Sofia in Bulgaria nel 1912, per un edificio su piazza delle Erbe a Verona nel 1913, per la realizzazione di villini al Lido di Venezia nel 1914, per una villa signorile (non datato).

## Archivio
Il Fondo Pier Fausto Bagatti Valsecchi, conservato nel Museo Bagatti Valsecchi di Milano, contiene documentazione relativa all'attività svolta dall'architetto dal 1910 al 1914 nel settore della progettazione architettonica.